# Tatsuo Shimabuku
Tatsuo Shimabuku ((島袋 龍夫); 19 settembre 1908 – 30 maggio 1975) è stato un maestro di karate giapponese.
Fu il fondatore del karate Isshin-ryū ("Whole Heart Style", "One Heart Way").

## Biografia
Tatsuo Shimabuku nacque nel villaggio di Kyan [Chan], Okinawa, il 19 settembre 1908.
Fu il primo nato di dieci figli di una famiglia agricola. Dall'età di 12 anni, maturò in lui il forte desiderio di studiare le arti marziali. Andò nella vicina città di Agena, nella casa di suo zio, Shinko Ganiku, un indovino. Shinkichi imparò a sua volta ad essere un indovino, ma studiò anche le basi del karate, che lo zio aveva appreso in Cina.
Eizo Shimabukuro, (n.1925), fu il più giovane fratello di Tatsuo che fu eccellente nelle arti marziali. Eizo studiò sotto la guida dell fratello maggiore, Tatsuo, e si dice che abbia studiato anche con gli stessi maestri di Tatsuo, come Chōtoku Kyan, Choki Motobu, Chōjun Miyagi e Shinken Taira. Mentre il fratello maggiore creava il proprio stile di Karate, Eizo raggiunse rapidamente il livello di Shōrin-ryū (Shōbayashi).
Morì nella sua casa nel villaggio di Agena il 30 maggio 1975 all'età di 66 anni.